# Davidove table
Davidove table su bile dvojezični natpisi na državnim uredima u Kraljevini Hrvatskoj i Slavoniji. Bile su na hrvatskom i na mađarskom jeziku. Dao ih je postaviti mađarski ravnatelj financijskog ureda za Hrvatsku i Slavoniju Antal Dávid, koji je tu dužnost obnašao od 1879. do 1883. godine.
Ovi su natpisi bili samo još jedan od elemenata agresivne politike mađarizacije koju je sprovodila Kraljevina Ugarska i drska politička provokacija. Uz već velikog uzburkavanje hrvatske političke pozornice koju je ova politika izazvala, ovi su dvojezični natpisi doživljeni kao daljnje degradiranje hrvatstva i novo podređivanje Hrvatske Ugarskoj i bili su okidač za bijesnu reakciju šire hrvatske javnosti. U Zagrebu su zbog ovih tabla izbile protumađarske demonstracije u kojima su Zagrepčani porušili table i prosvjedovali protiv Ugarske i mađarona. Ugušene su vojnom silom i bilo je žrtava.
Daljnje posljedice bile su kriza dualizma, pad bana i podbana, a u Hrvatskoj je uveden komesarijat. Za komesara je doveden general H. Ramber. Zadnjeg dana kolovoza 1883. Dávid je potajice otišao iz Zagreba. Koncem godine ugarske ga vlasti šalju obaviti istu zadaću u novozaposjednutu BiH, koju Austro-Ugarska po hrvatskom državnom pravu nije htjela pridružiti Hrvatskoj, nego ju je stavila u austrijsko-ugarski kondominij.